# مكان غالي للموت
مكان غالي للموت An Expensive Place to Die هي رواية للروائي الإنجليزي لين ديتون نشرها عام 1967.
اقتبس الكاتب عنوانها من جملة لأوسكار وايلد هي: «باريس مكان غالي جدا للموت». وهي رواية تجسس، مثل روايات تجسس عديدة تدور في فترة الحرب الباردة. وبطل الرواية هو عميل سري يعمل لصالح المخابرات البريطانية، ودائما يسعى في هذه الروايات على منع وقوع حرب عالمية.